# Otávio Germano
Otávio Germano (Cachoeira do Sul, 1924 – Porto Alegre, 29 de março de 2015) foi um político brasileiro.
Filho de Taufik Germano, imigrante sírio-libanês, formou-se advogado na Faculdade de Direito de Porto Alegre, começando sua carreira política em Porto Alegre, no PSD, elegendo-se vereador em 1954. Foi reeleito em 1955 e escolhido líder da oposição ao prefeito Leonel Brizola.
Foi candidato derrotado na eleição para deputado estadual, em 1958, concorrendo novamente a vereador, se reelegeu em 1959. Em nova eleição para deputado, ficou na terceira suplência, em 1962, assumindo pouco depois foi escolhido líder do governo Ildo Meneghetti, na Assembléia.
Em 1966 foi reeleito deputado e assumiu a presidência da Assembléia Legislativa do Rio Grande do Sul, reeleito novamente em 1970, pela Arena, assumiu a Secretaria do Interior e da Justiça do Estado.
Foi vice-governador do Rio Grande do Sul, durante o governo de José Augusto Amaral de Souza, de 15 de março de 1979 a 15 de março de 1983, também presidente estadual do partido. Eleito deputado federal em 1982, pelo PDS, em 1986 concorreu a reeleição, ficando na terceira suplência - foi seu último pleito eleitoral
É pai do deputado José Otávio Germano.
Otávio Germano morreu na manhã de 29 de março de 2015 em decorrência de uma parada cardiorrespiratória. Ele estava em coma, internado na Santa Casa de Misericórdia, em Porto Alegre, desde 10 de janeiro, quando sofreu uma hemorragia durante um procedimento médico.

## Ligação externa
- «GRILL, Igor Gastal. Parentesco, redes e partidos: as bases das heranças políticas no Rio Grande do Sul. UFRGS, Porto Alegre, 2003.»